# Bolinichthys indicus
Bolinichthys indicus är en fiskart som först beskrevs av Nafpaktitis och Nafpaktitis, 1969.  Bolinichthys indicus ingår i släktet Bolinichthys och familjen prickfiskar. Inga underarter finns listade.